# Antanambeus pusillus
Antanambeus pusillus – gatunek pluskwiaków różnoskrzydłych z rodziny zajadkowatych i podrodziny Stenopodainae.

## Opis
Ciało długości poniżej 1,5 mm. Ubarwiony jednolicie ciemnobrązowo z jaśniejszymi tylnymi krawędziami każdego połączenia między segmentami.

## Występowanie
Gatunek ten jest endemitem Madagaskaru.